# Record du monde de natation messieurs du 50 mètres brasse
Progression du record du monde de natation sportive messieurs pour l'épreuve du 50 mètres brasse en bassin de 50 et 25 mètres.

## Bassin de 50 mètres
| Temps   | Athlète               | Naissance | Âge | Nationalité    | Compétition                            | Lieu           | Date            |
| ------- | --------------------- | --------- | --- | -------------- | -------------------------------------- | -------------- | --------------- |
| 27 s 49 | Anthony Robinson      |           |     | États-Unis     |                                        | Austin         | 29 mars 2001    |
| 27 s 39 | Ed Moses              | 1980      | 21  | États-Unis     |                                        | Austin         | 31 mars 2001    |
| 27 s 18 | Oleh Lisohor          | 1979      | 23  | Ukraine        |                                        | Berlin         | 2 août 2002     |
| 27 s 06 | Cameron van der Burgh | 1988      | 21  | Afrique du Sud | Championnats d'Afrique du Sud 2009 (d) | Durban         | 18 avril 2009   |
| 26 s 89 | Felipe França         | 1987      | 22  | Brésil         | Maria Lenk Trophy (s)                  | Rio de Janeiro | 8 mai 2009      |
| 26 s 74 | Cameron van der Burgh | 1988      | 21  | Afrique du Sud | Championnats du monde (d)              | Rome           | 28 juillet 2009 |
| 26 s 67 | Cameron van der Burgh | 1988      | 21  | Afrique du Sud | Championnats du monde (f)              | Rome           | 29 juillet 2009 |
| 26 s 62 | Adam Peaty            | 1994      | 20  | Royaume-Uni    | Championnats d'Europe (d)              | Berlin         | 22 août 2014    |
| 26 s 62 | Cameron van der Burgh | 1988      | 27  | Afrique du Sud | Championnats du monde (s)              | Kazan          | 4 août 2015     |
| 26 s 42 | Adam Peaty            | 1994      | 20  | Royaume-Uni    | Championnats du monde (d)              | Kazan          | 4 août 2015     |
| 26 s 10 | Adam Peaty            | 1994      | 22  | Royaume-Uni    | Championnats du monde (s)              | Budapest       | 25 juillet 2017 |
| 25 s 95 | Adam Peaty            | 1994      | 22  | Royaume-Uni    | Championnats du monde (d)              | Budapest       | 25 juillet 2017 |

## Bassin de 25 mètres
| Temps    | Athlète               | Naissance | Âge | Nationalité    | Compétition                       | Lieu             | Date             |
| -------- | --------------------- | --------- | --- | -------------- | --------------------------------- | ---------------- | ---------------- |
| 27 s 00  | Mark Warnecke         | 1970      | 25  | Allemagne      |                                   | Gelsenkirchen    | 18 février 1995  |
| 26 s 97  | Mark Warnecke         | 1970      | 27  | Allemagne      |                                   | Paris            | 8 février 1997   |
| 26 s 97  | Mark Warnecke         | 1970      | 28  | Allemagne      |                                   | Sydney           | 21 janvier 1998  |
| 26 s 97  | Mark Warnecke         | 1970      | 28  | Allemagne      |                                   | Fulda            | 28 novembre 1998 |
| 26 s 70  | Mark Warnecke         | 1970      | 28  | Allemagne      |                                   | Sheffield        | 11 décembre 1998 |
| 26 s 28  | Ed Moses              | 1980      | 22  | États-Unis     |                                   | Stockholm        | 22 janvier 2002  |
| 26 s 20  | Oleh Lisohor          | 1979      | 23  | Ukraine        |                                   | Berlin           | 26 janvier 2002  |
| 26 s 17  | Oleh Lisohor          | 1979      | 27  | Ukraine        |                                   | Berlin           | 21 janvier 2006  |
| 26 s 08  | Cameron van der Burgh | 1988      | 20  | Afrique du Sud | Coupe du monde (f)                | Moscou           | 8 novembre 2008  |
| 25 s 94  | Cameron van der Burgh | 1988      | 20  | Afrique du Sud | Coupe du monde (f)                | Stockholm        | 11 novembre 2008 |
| 25 s 43  | Cameron van der Burgh | 1988      | 21  | Afrique du Sud | Championnats d'Afrique du Sud (f) | Pietermaritzburg | 8 août 2009      |
| 25 s 25  | Cameron van der Burgh | 1988      | 21  | Afrique du Sud | Coupe du monde (f)                | Berlin           | 14 novembre 2009 |
| 25 s 25= | Ilya Shymanovich      | 1994      | 27  | Biélorussie    | Championnats d'Europe (f)         | Kazan            | 7 novembre 2021  |
| 24 s 95  | Emre Sakçı (en)       | 1997      | 24  | Turquie        | Championnats de Turquie (f)       | Gaziantep        | 27 décembre 2021 |